# فريدريك يندستروم (متسابق بياثل)
فريدريك يندستروم (بالسويدية: Fredrik Lindström)‏ هو متسابق بياثل سويدي، ولد في 24 يوليو 1989 في Örnsköldsvik Municipality ‏ في السويد.

## وصلات خارجية
- الموقع الرسمي
- فريدريك يندستروم على موقع IBU (الإنجليزية)
- فريدريك يندستروم على موقع اللجنة الأولمبية الدولية (الإنجليزية)
- فريدريك يندستروم على موقع أوليمبيديا (الإنجليزية)
- فريدريك يندستروم على موقع اللجنة الأولمبية السويدية (السويدية)